# Hemschlar
Hemschlar (mundartlich Hemschela) ist ein Ortsteil von Bad Berleburg im Kreis Siegen-Wittgenstein in Nordrhein-Westfalen.
Das Dorf zählt heute ca. 270 Einwohner und gehört zum Kirchspiel Raumland.

## Geographie

### Lage
Hemschlar liegt im Wittgensteiner Land an der B 480.

### Nachbarorte
- Raumland
- Rinthe
- Weidenhausen

## Geschichte
Hemschlar gehört zu den ältesten Siedlungen im Wittgensteiner Land. Die Endung „-lar“ im Namen lässt den Schluss auf einen Ursprung in der keltischen Zeit zu.
Größe und Form der Ansiedlung wechselten oft ihr Erscheinungsbild. So ist Anfang des 16. Jahrhunderts nur ein Hof bekannt. 1781 ist Hemschlar inzwischen auf 5 Häuser angewachsen und gehört zur Schulzerei Berghausen. 1819 wechselt dieser zum Bezirk Dotzlar. 1845 wird Hemschlar abermals dem Amt Berghausen zugesprochen. 1900 leben 224 Einwohner in Hemschlar.
Hemschlar gehört seit der Gebietsreform, die am 1. Januar 1975 in Kraft trat, zum Stadtbereich Bad Berleburg und war bis zur Eingemeindung eine selbständige Gemeinde des Amtes Berghausen im damaligen Kreis Wittgenstein.

### Einwohnerentwicklung
- 1961: 300 Einwohner[2]
- 1970: 301 Einwohner[2]
- 1974: 298 Einwohner[3]
- 2011: 314 Einwohner
- 2021: 300 Einwohner[1]